# Open Biomedical Ontologies
Open Biomedical Ontologies o Open Biological and Biomedical Ontology (OBO abreviada, anteriormente Open Biological Ontologies) es un esfuerzo para crear lenguajes de indización para su uso compartido a través de diferentes dominios biológicos y médicos. A partir de 2006, OBO forma parte de los recursos del National Center for Biomedical Ontology donde formará un elemento central de BioPortal del NCBO. El consorcio OBO Foundry construye y mantiene ontologías OBO.

## OBO Foundry
La biblioteca OBO Ontología forma la base de la OBO Foundry, un experimento de colaboración entre un grupo de desarrolladores de ontologías que han acordado con antelación a la adopción de un conjunto cada vez mayor de los principios que especifican las mejores prácticas en el desarrollo de la ontología. Estos principios están diseñados para fomentar la interoperabilidad de las ontologías en el marco OBO más amplia y también para asegurar una mejora gradual de la calidad y el rigor formal en ontologías. La biblioteca funciona para diseñar maneras de satisfacer las crecientes necesidades de datos y la integración de la información en el ámbito biomédico.

## Proyectos relacionados

### Ontology Lookup Service
El Servicio de Búsqueda de Ontología es un spin-off del proyecto PRIDE, que requiere una interfaz de consulta centralizado para la ontología y la búsqueda de un vocabulario controlado. Si bien muchas de las ontologías consultables por los OLS están disponibles en línea, cada uno tiene su propio formato de interfaz de consulta y de salida. El OLS proporciona una interfaz de servicios web para consultar múltiples ontologías desde una única ubicación con un formato de salida unificado.

### Gene Ontology Consortium
El objetivo de la Ontología Génica (GO) es producir un vocabulario controlado que puede ser aplicado a todos los organismos, como el conocimiento de las funciones de genes y proteínas en las células está acumulando y cambiante. GO ofrece tres redes estructuradas de términos definidos para describir los atributos del producto gen.

### Sequence Ontology
La secuencia de Ontología (SO) es una parte del proyecto de ontología de genes y el objetivo es desarrollar una ontología adecuada para describir secuencias biológicas. Se trata de un esfuerzo conjunto de centros de anotación del genoma, incluyendo WormBase, la Berkeley Drosophila Genome Project, FlyBase, el grupo del genoma del ratón Informática y el Instituto Sanger.

### Generic Model Organism Databases
El Generic Model Organism Database (GMOD) es un esfuerzo conjunto del sistema de bases de datos de organismo modelo WormBase, FlyBase, Mouse Genome Informatics, dólar de Singapur, Gramene, Rat Genome Database, EcoCyc y The Arabidopsis Information Resource para desarrollar componentes reutilizables adecuados para la creación de nuevas bases de datos de la comunidad de la biología.

### Standards and Ontologies for Functional Genomics
SOFG es a la vez una reunión y un sitio web; que pretende reunir a biólogos, bioinformáticos, e informáticos que están desarrollando y utilizando normas y ontologías, con énfasis en la descripción de alto rendimiento genómica funcional experimentos.

### FGED
La FGED Society es una organización internacional de biólogos, informáticos, y los analistas de datos que tiene como objetivo facilitar el intercambio de datos de microarrays generados por experimentos de genómica funcional.

### Ontology for Biomedical Investigations
La Ontology for Biomedical Investigations (OBI) es un acceso abierto, la ontología integrada para la descripción de las investigaciones biológicas y clínicas. OBI proporciona un modelo para el diseño de una investigación, los protocolos y los instrumentos utilizados, los materiales utilizados, los datos generados y el tipo de análisis realizados sobre el mismo. El proyecto está siendo desarrollado como parte de la OBO Foundry y, como tal, se adhiere a todos los principios en ella como la cobertura ortogonal (es decir, una clara delimitación de otras ontologías miembro de fundición) y el uso de un lenguaje formal común. En OBI el lenguaje formal común utilizado es el Lenguaje de Ontologías Web (OWL).

### Plant ontology
El Plant Ontology Consortium (POC) tiene como objetivo desarrollar, curar y compartir vocabularios controlados estructurados (ontologías) que describen las estructuras de plantas y de crecimiento / etapas de desarrollo. A través de este esfuerzo, el proyecto tiene como objetivo facilitar la consulta de bases de datos en profundidad para fomentar el uso constante de estos vocabularios en la anotación de los tejidos y / o etapa de crecimiento específicos de expresión de los genes, las proteínas y los fenotipos.

### Phenoscape
Phenoscape es un proyecto para desarrollar una base de datos de los datos fenotípicos para las especies en todo el Ostariophysi, un grupo grande de peces teleósteos. Los datos se capturaron utilizando anotaciones que combinan términos de una ontología de Anatomía, un acompañante Taxonomic Ontology y términos de calidad de la PATO ontology of phenotype qualities. También se utilizan varias otras ontologías OBO. La ontología anatomía fue desarrollado de la ontología de la anatomía del pez cebra desarrollado por la Zebrafish Information Network.

## OBO y Web Semántica

### OBO & OWL Roundtrip Transformations
Como un esfuerzo comunitario, una asignación común estándar ha sido creada para las transformaciones de ida y vuelta sin pérdidas entre Open Biomedical Ontologies (OBO) y OWL. La investigación contiene un examen metódico de cada una de las construcciones de OBO, similar a la pila de Web Semántica.